# اشبرنهام (ماساچوست)
اشبرنهام (به انگلیسی: Ashburnham) شهرکی در شهرستان ورچستر ایالت ماساچوست می‌باشد که در سال ۱۷۶۵ بنیان‌گذاری شده‌است. این شهرک در سرشماری سال ۲۰۱۰ میلادی، ۶٬۰۸۱ نفر جمعیت داشته‌است.